# Preajba (okręg Teleorman)
Preajba – wieś w Rumunii, w okręgu Teleorman, w gminie Poeni. W 2011 roku liczyła 411 mieszkańców.